# Komak
KOMAK är en kurdisk barnrättsorganisation med säte i Stockholm. KOMAK grundades 1997 med syfte att verka för humanism, barns rättigheter i Kurdistan i enlighet med FN:s barnkonvention samt för demokrati. 
KOMAK är en oberoende organisation som grundades 1997 och nuvarande ordförande heter Shamam Muradrasoli för den svenska delen av KOMAK. Organisationen finns även i Norge och i södra Kurdistan (norra Irak).

## Projekt
KOMAK bedriver flera projekt, vissa i samarbete med SIDA och Forum Syd. KOMAK har även flera informationsspridnings projekt, bland annat där de översatt FN:s barnkonvention till kurdiska (soranî).
- "Kendekewe" i byn Kendekewe utanför Silemani, södra Kurdistan. Astrid Lindgren projektet eller "Rojgar" som det kallas på kurdiska är byn Kendekewes enda utbildningsresurs och skall tillgodose runt omkring 200 familjer, detta projekt förser klasser upp till mellanstadiet. Detta projekt bedrivs i samarbete med Forum Syd och Sida.
- Projekt i Norra Kurdistan som omfattas av 10 minibibliotek kombinerade med kurscenter.
- Ranye i byn Dalalan, södra Kurdistan. Detta projekt är ett utbildningsprojekt i en skola i Dalalan, där elever från klass 1 och 2 ingår.
- "HengawBeHengaw" (Steg-för-steg) i södra Kurdistan som är ett undervisnings program för emotionellt/socialt lärandesocialt i skola och förskola.
- "Khase" i Kirkuk, södra Kurdistan som syftar till allmän skolundervisning riktat till ungdomar och barn. Detta center bedrivs i ett samarbete med Forum Syd samt Sida.
- "Geshbin" i Kirkuk, södra Kurdistan är riktat mot yngre flickor och kvinnor för att eliminera analfabetism. Deltagarna i kurserna är outbildade som ofta saknar skriv- och läskunskaper över huvud taget. Detta projekt lär också kvinnorna om kvinnans rättigheter i ett samhälle.
- Studiecirklar i Silemani, Halabja, Khaneqin, Ranye och Kirkuk i södra Kurdistan. Kurser som omfattar bland annat språk, litteratur, konst, Internet samt mänskliga rättigheter med fokusering kring barns och kvinnors rättigheter med målgruppen barn, ungdomar och kvinnor. Grundad 2001.
- Tre bibliotek i Kirkuk, södra Kurdistan. Biblioteken har ett ganska stort utbud där skolelever och lärare kan dra nytta av böcker som inte är så lättillgängliga i en sådan krigsdrabbad provins som Kirkuk.  De första två biblioteken är integrerade med två skolor vid namn Berekee och Kawe som grundades 2004. Biblioteksprojektet visade sig bli ett lyckat projekt och ett år senare upprättades ännu ett bibliotek, det tredje, i skolan Neergiz.
- Två skolbibliotek i Halabja, södra Kurdistan. I det första skolbiblioteket i ”Ehhmed Mukhtar begi Caf” är utbudet hittills inte alls stort men det arbetas för att utöka utbudet.

Det andra skolbiblioteket heter Ballembo och grundades 2005.
- Skolbibliotek i Meriwan i byn Sewllawa, östra Kurdistan. Detta grundades 2003 i byn Sewllawas mellanstadieskola för flickor.
- Skolbibliotek i flykting anläggningen Zeerinok i Silemani, södra Kurdistan. Flykting anläggningen är upprättad för flyktingar från staden Kirkuk och biblioteket i Zeerinok syfte är att öka kunskapen hos utsatta flyktingar.